# Chondrus crispus
El musgo de Irlanda, musgo carrageen (del irlandés carraigín), ("pequeña roca") o irish moss en inglés —nombre científico Chondrus crispus— es un alga roja (filo Rhodophyta) muy abundante, que en ocasiones forma céspedes, siempre sobre superficies rocosas. Se encuentra en todas las costas atlánticas de Europa y Norteamérica.
Se trata de una especie con valor económico. Se aprovechan los polisacáridos complejos de su mucílago,  que forman la mayor parte de su peso una vez deshidratadas. En medicina se emplea como emoliente y laxante, consumida en infusión. Se emplean como emulsionantes por la industria alimentaria y también en la cocina doméstica.

## Propiedades
Principios activos: contiene abundantes mucílagos (hasta un 80%): carragenanas, sales minerales.
Indicaciones: se usa como droga (antiinflamatoria, protector de las mucosas); saciante, reduce la absorción intestinal de lípidos y glúcidos, laxante, inmunoestimulante, antitusivo, emoliente, sudorífico. Indicado para gripe, resfriados, faringitis, laringitis, bronquitis, enfisema, asma, gastritis, úlceras gastroduodenales, estreñimiento. Coadyuvante en el tratamiento del sobrepeso, hiperlipidemias y diabetes. A nivel intestinal puede interferir en la absorción de sales minerales, vitaminas y otros medicamentos, si se administran al mismo tiempo. En pacientes diabéticos, controlar la glucemia, ante la posibilidad de que se requiera ajustar las dosis de insulina o de antidiabéticos orales.
Las algas se cortan a ras del suelo, se lavan con agua dulce y se dejan secar al aire libre poniéndose pálidas con el sol. Cuando el musgo está seco si se pone en agua y se calienta desaparece en esta y al enfriarse se cuaja en una jalea.  Decocción: una cucharada de postre por taza. Hervir 5 minutos, dos o tres tazas al día. Para combatir la tos: Se hierve una onza de regaliz durante media hora en 1 L de agua, se cuela y se pone de nuevo al fuego, se le añaden 5 g de musgo y se deja hervir 5 minutos más. Para el estreñimiento crónico: Se pone en remojo (agua fría) media onza de musgo cortado en pedacitos. Se ponen a hervir 15 g de ciruelas en 1 litro de agua durante 15 minutos, se le quitan los huesos y las pieles y la pulpa hecha papilla se pone al fuego con 2 o 3 cucharadas de miel y el musgo en remojo hasta conseguir una jalea clara. Tomar una buena taza antes de acostarse o después de las comidas si no es suficiente.

## Nombre común
- Castellano: musgo de Irlanda, musgo perlado, musgo marino, carrageen, lique